# Cmentarz Komunalny w Bydgoszczy (ul. Wiślana)
Cmentarz komunalny przy ul. Wiślanej w Bydgoszczy – największy cmentarz w Bydgoszczy, założony 1 października 1986 roku.

## Lokalizacja
Cmentarz znajduje się na osiedlu Brdyujście, we wschodniej części Bydgoszczy, między ulicami: Wiślaną i Fordońską, oraz torami kolejowymi magistrali węglowej. Od południa granicą cmentarza jest piaszczyste zbocze terasy pradolinnej. W tym kierunku możliwe jest powiększenie jego obszaru.

## Historia
Cmentarz zbudowano w latach 1985-1986 na terenie podmiejskiego lasu sosnowego.
Pierwszy pochówek miał miejsce 9 października 1986 roku.
W 1995 roku oddano do użytku dom przedpogrzebowy, mieszczący dwie kaplice, chłodnie do przechowywania zwłok, kwiaciarnię, poczekalnię oraz pomieszczenia socjalne.
Utrzymaniem zieleni na cmentarzu zajmuje się Wydział Gospodarki Komunalnej i Ochrony Środowiska Urzędu Miasta Bydgoszczy.

## Charakterystyka
Cmentarz posiada wymiary: 500 × 500 m i powierzchnię 23,6 ha. Wejście na jego obszar jest możliwe od wschodu (ul. Wiślanej) i północy (ul. Fordońska). We wschodniej części znajduje się dom przedpogrzebowy, na którego terenie znajdują się: dwie sale ceremonialne (przygotowane do przeprowadzenia ceremonii pogrzebowej każdego wyznania), chłodnia, kwiaciarnia i kawiarnia, w której organizowane są stypy.
Poza pochówkami tradycyjnymi istnieje tu również miejsce pochówku urnowego w  kolumbarium.
Cmentarz jest wkomponowany w teren leśny i w związku z tym 15 kwater grobowych sąsiaduje ze specjalnie pozostawionymi zagajnikami leśnymi oraz zadrzewieniami.

## Galeria

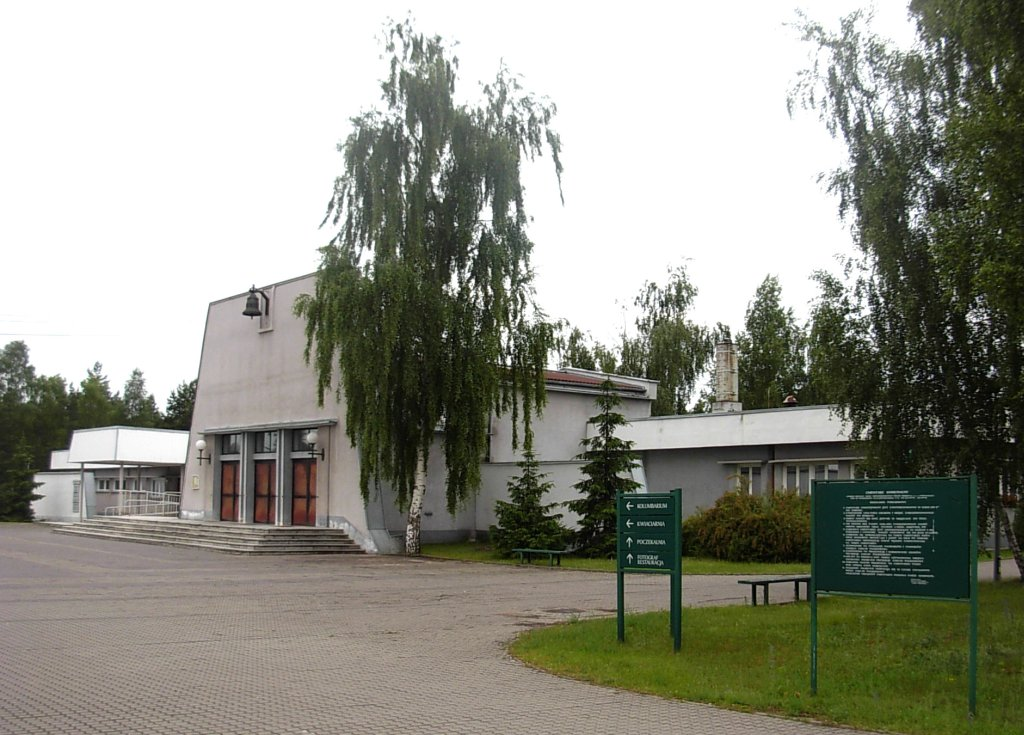
Dom przedpogrzebowy
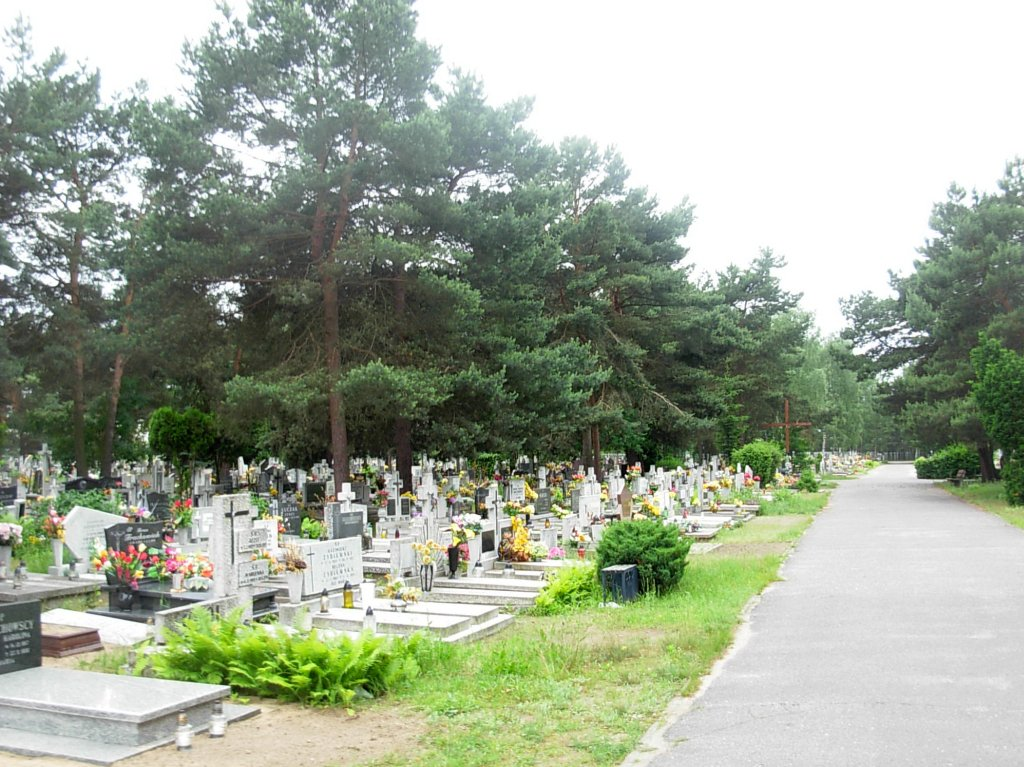
Aleja
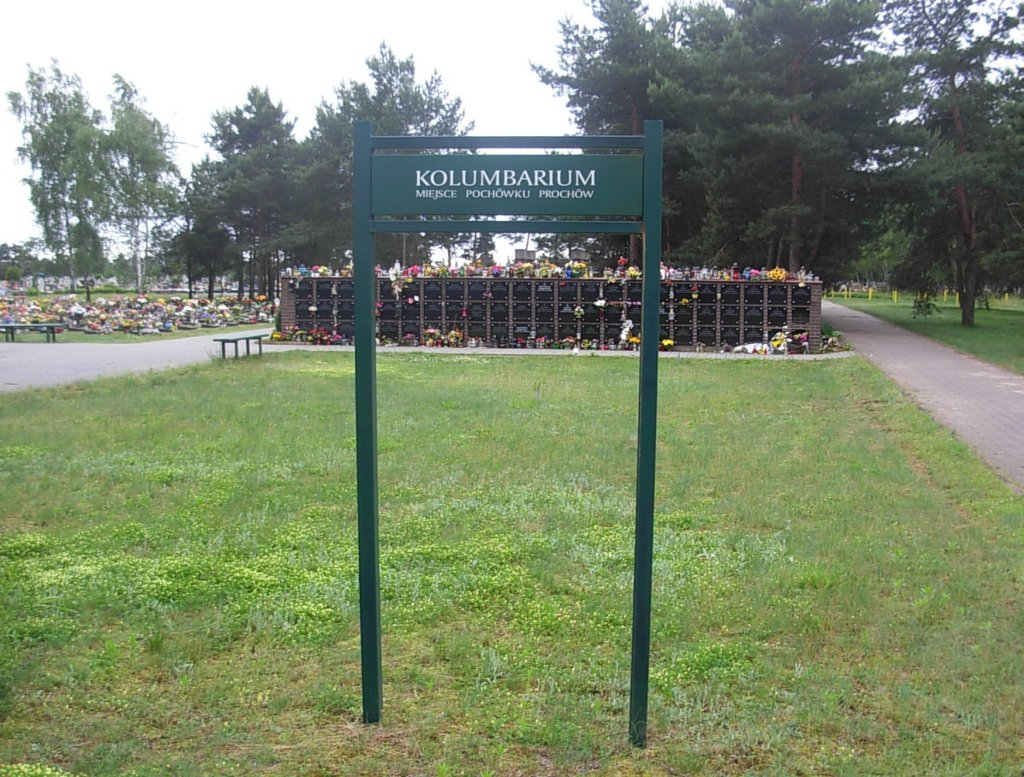
Kolumbarium
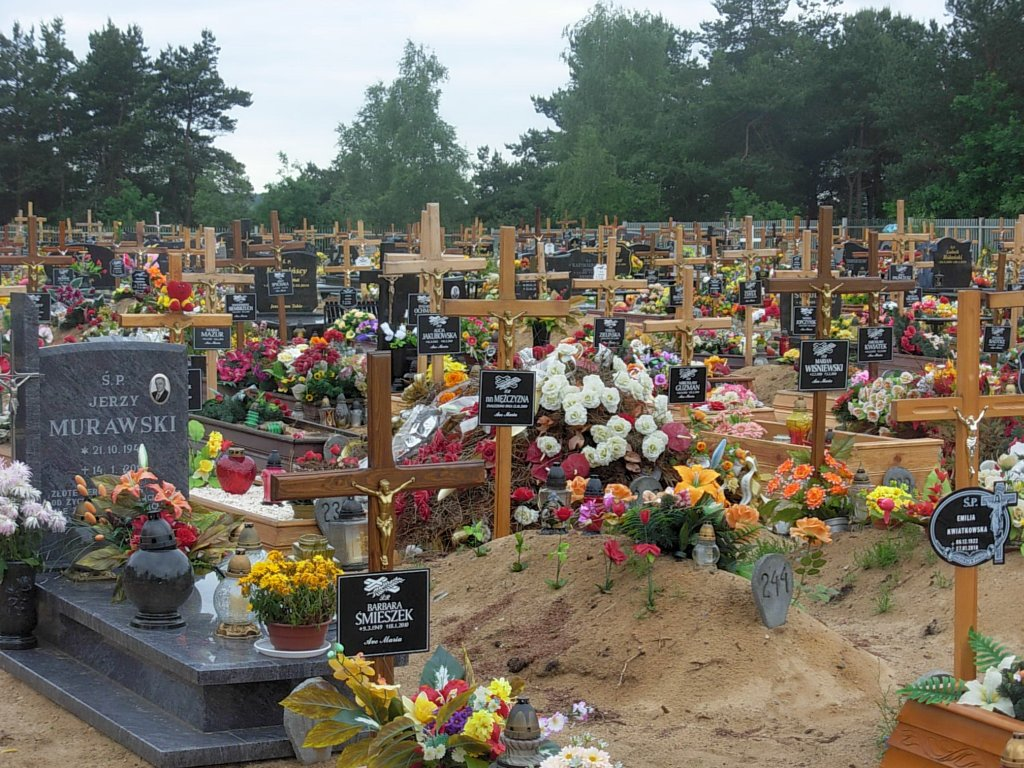
Nowa kwatera
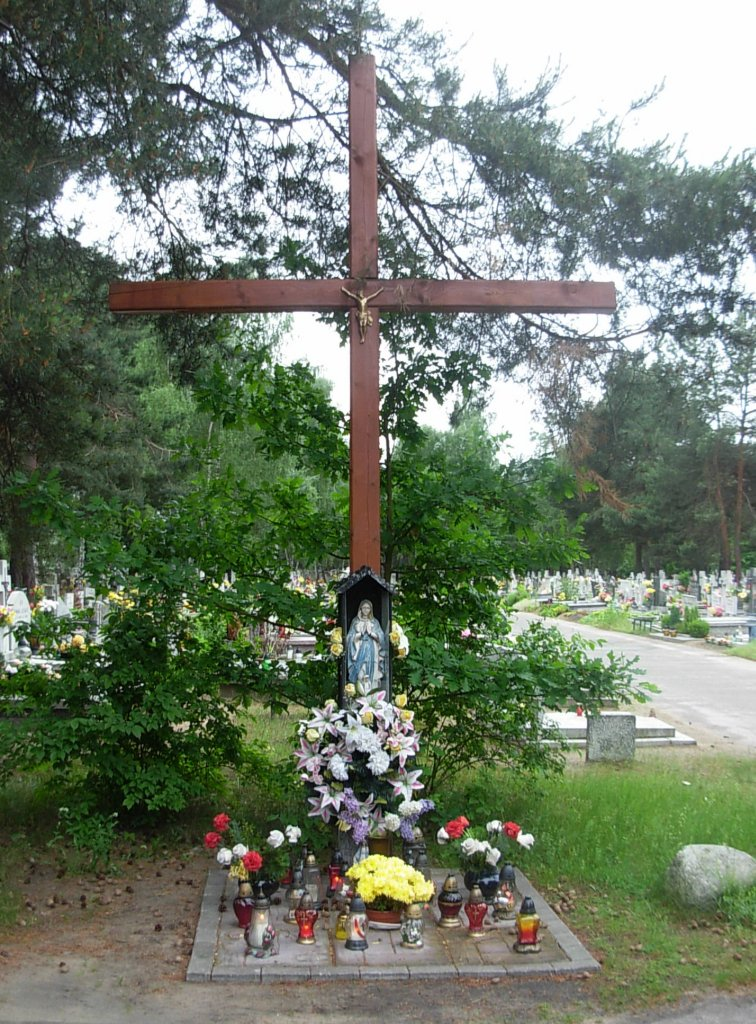
Krzyż
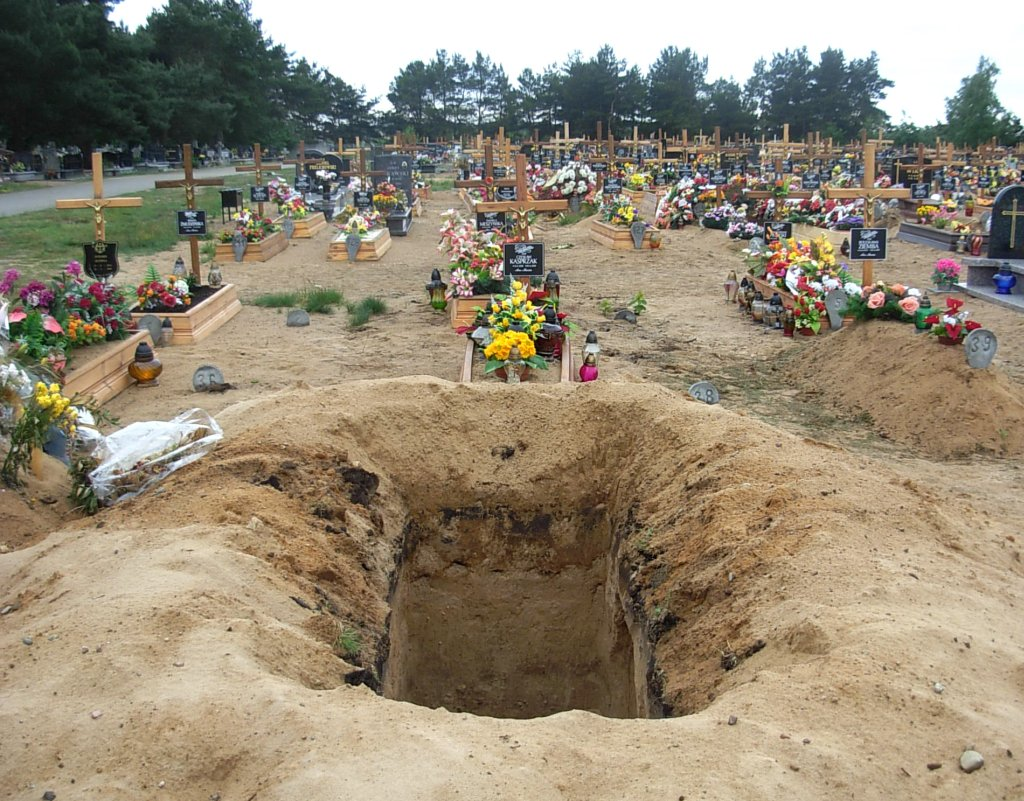
Nowe pochówki
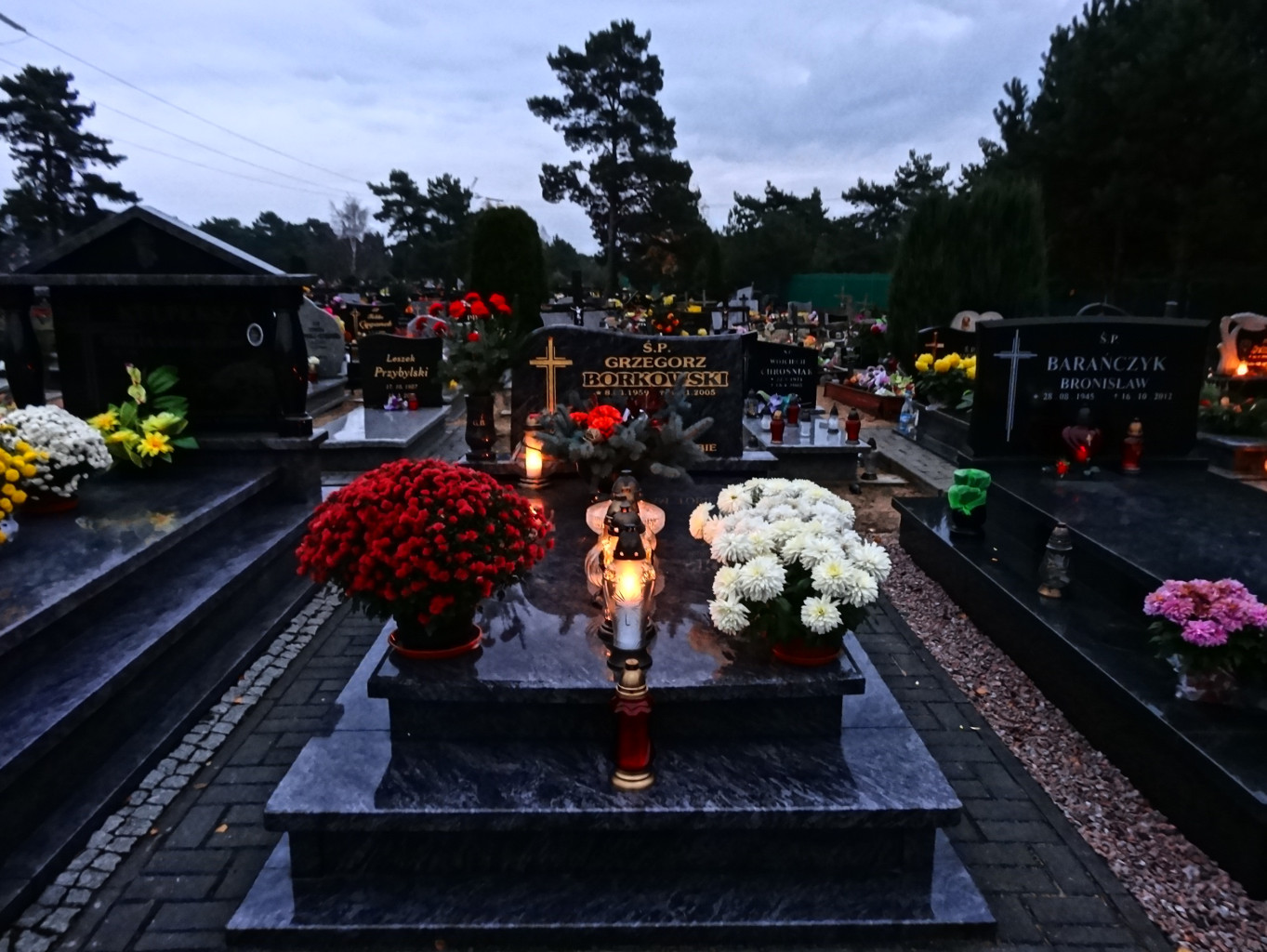
Wieczorem

## Zasłużeni
Niektóre osoby zasłużone dla Bydgoszczy i regionu, pochowane na cmentarzu:
| Osoba               | Rok urodzenia | Rok śmierci | Uwagi |
| Grzegorz Kardaś     | 1909          | 1988        | Rodowity bydgoszczanin, pianista, kompozytor, kierownik muzyczny scen bydgoskich. Działalność artystyczną rozpoczął w 1934 r. w Poznaniu, kontynuował ją w Warszawie, aby w 1945 r. powrócić do Bydgoszczy. W latach 1945–1948 pracował jako akompaniator i kompozytor w Pomorskiej Rozgłośni Polskiego Radia. Był autorem m.in. audycji „Pokrzywy nad Brdą” realizowanej we współpracy z Jeremim Przyborą. Od 1948 r. aż do śmierci był kierownikiem muzycznym w bydgoskim Teatrze Polskim.                                          |
| Franciszek Mincer   | 1932          | 2007        | Po ukończeniu studiów historycznych na Uniwersytecie Wrocławskim pracował w Ossolineum. Był wykładowcą historii w Opolu, skąd przybył do Bydgoszczy. Tutaj związał się z Wyższą Szkołą Pedagogiczną (obecnie UKW), gdzie był kierownikiem Wydziału Bibliotekoznawstwa. Autor opracowań historycznych poświęconych Bydgoszczy. Wiele z nich ukazało się w „Kalendarzu Bydgoskim” wydawanym przez Towarzystwo Miłośników Miasta Bydgoszczy, którego był aktywnym członkiem. Autor wydanej przez PWN „Historii Bydgoszczy do 1806 roku”. |
| Józef Podgóreczny   | 1900          | 1990        | Nauczyciel, oficer w kampanii wrześniowej. Organizator „Domu Książki”. Od 1945 r. w Bydgoszczy. Dyrektor Biblioteki Miejskiej. Działacz wielu organizacji oraz stowarzyszeń zawodowych i kulturalnych. Prezes TMMB, od 1971 r. honorowy członek. Autor artykułów i opracowań dotyczących Bydgoszczy, Kujaw i Pomorza. |
| Leon Romanow        | 1938          | 2001        | Malarz i rysownik. Stworzył własny styl, metafizyczny pejzaż budowany geometrycznie na linii horyzontu. Członek Związku Artystów Polskich. Jego prace prezentowane były w kraju i za granicą. |
| Zdzisław Rutecki    | 1960          | 2011        | Żużlowiec: GSŻ (GKM) Grudziądz 1978-1981, 1993, Polonii Bydgoszcz 1982-1992, 1994, Startu Gniezno 1995 Trener: GKM Grudziądz 1996, Polonii Bydgoszcz 1997-2008, Orła Łódź 2009-2011 |
| Zbigniew Wicherek   | 1913          | 1992        | Literat. Debiutował w 1935 r. w „Kurierze Bydgoskim”. Po II wojnie światowej związał się z Ilustrowanym Kurierem Polskim i Rozgłośnią Polskiego Radia. Od 1966 r. rencista, poruszający się na wózku inwalidzkim. Działacz TMMB i Towarzystwa Miłośników Języka Polskiego. Uczestniczył w konkursach na wspomnienia literackie. Autor słownika gwary pomorsko-kujawskiej i fraszek. |
| Mieczysław Wojtasik | 1941          | 2022        | W latach 1988–2015 profesor nadzwyczajny w Instytucie Geografii Uniwersytetu Kazimierza Wielkiego w Bydgoszczy. Urodził się w 1941 roku w Padniewku. W 1978 obronił doktorat w zakresie nauk biologicznych na Akademii Techniczno-Rolniczej w Bydgoszczy, a w 1996 roku uzyskał habilitację w Szkole Głównej Gospodarstwa Wiejskiego w Warszawie. Działacz ekologiczny, naukowiec i poeta. Debiutował poetycko w „Faktach i Myślach" w 1967 roku. Autor 12 zbiorów poezji, 2 zbiorów aforyzmów i jednego fraszek.                     |